# Erlev
Erlev (tysk: Erleff) er en bydel i den sønderjyske by Haderslev, beliggende 1½ km sydvest for centrum på sydsiden af Haderslev Dam. Bydelen hører til Gammel Haderslev Sogn. Gammel Haderslev Kirke (Sct. Severin Kirke) ligger på nordsiden af Haderslev Indre Dam 2 km nord for Erlev.

## Danhostel Haderslev
Danhostel Haderslev ligger i Erlev. Vandrerhjemmet kan rumme 120 overnattende gæster i 26 værelser af forskellig størrelse med mellem 1 og 9 senge. Det tilbyder desuden overnatning i hytter og på campingplads. Der er mødelokaler for 25 og 60 personer og festlokaler for op til 80 personer.
Danhostel Haderslev driver også Det Grønne Forsamlingshus i “Haderslev Dyre- og Aktivitetshave” 2½ km nord for Marstrup.

## Historie

### Haderslev Vandrerhjem
Grunden, som vandrerhjemmet ligger på, har været bebygget allerede før 1660, hvor der lå en gård på grunden, midt i den gamle landsby Erlev. Omkring 1742 var gården en kongelig fæstegård. Fra 1911 husede gården Erlev Børnehjem, der blev drevet af Nordslesvigsk Asyl.
Haderslev fik sit første vandrerhjem i 1937 i en tidligere lærerbolig på Hertug Hans skolen. Fra 1946 havde det til huse på Lembckevej 2, hvor der var plads til 36 overnattende gæster. Erlev Børnehjem blev nedlagt i 1976, og vandrerhjemmet flyttede ind på gården, som blev døbt Erlevhus. Siden er vandrerhjemmet flere gange udvidet og moderniseret.

### Haderslev Amtsbaner
Landsbyen Erlev havde trinbræt på Haderslev Amts Jernbaners strækning Haderslev-Ustrup (1899-1939). Længere ude på landet, i nærheden af Erlevvej 200, lå Erlev Kro, hvor banen havde et trinbræt der på det preussiske målebordsblad hed Erleffkrug. Fra trinbrættet var der 50 m sti til kroen, som på det danske målebordsblad hedder Paragraf 5. Flere sønderjyske kroer tog navnet Paragraf Fem med henvisning til den paragraf i Pragfreden, som gav de danske sønderjyder lovning på en folkeafstemning om det nationale tilhørsforhold.